# Le Diable géant ou le Miracle de la madone
Le Diable géant ou le Miracle de la madone és una pel·lícula francesa dirigida per Georges Méliès, estrenada el 1901, a l'inici del cinema mut, produïda per Star Film Company. Dura 2 minuts

## Sinopsi
Una jove està escoltant com el seu amant canta el seu romanç, quan ell desapareix per la finestra i apareix un diable a l'habitació que es fa cada cop més gran. La finestra és llavors amb reixes. L'estàtua d'una Mare de Déu cobra vida i fa que el diable gegant s'enconti. La jove li va suplicar que el fes desaparèixer. Aleshores la Mare de Déu s'acosta a la finestra per obrir les reixes. Llavors l'amant pot venir i unir-se a la seva estimada.